# 平尾陽子
平尾 陽子（ひらお ようこ、11月16日 - ）は、日本の女性声優。京都府出身。

## 人物
青二塾大阪校22期生。
2013年8月まで青二プロダクションに所属していた。
方言は関西弁。特技はピアノ、水泳、歌、バレーボール。
資格は普通自動車免許。

## 出演作品

### テレビアニメ
- 黒執事（女信者）
- RAINBOW-二舎六房の七人-（看護師）

### ゲーム
- 金色のコルダ2
- とんがりボウシと魔法の365にち（バー）
- xxxHOLiC 〜四月一日の十六夜草話〜（媼 他）
- 龍が如く 見参!（絹夜）

### ラジオ
ラジオドラマ
- 青山二丁目劇場
- 流星倶楽部

### テレビ
- NEXT 解体新女（ナレーション、関西テレビ）

### 特撮
- 大怪獣バトル ウルトラ銀河伝説 THE MOVIE（その他のウルトラマンの声、宇宙人の声）